# Patrick Cassidy
Patrick William Cassidy, född 4 januari 1962 i Los Angeles i Kalifornien, är en amerikansk skådespelare och sångare. Han har bland annat spelat rollen som Henry Small i Smallville, Leslie Luckaby i Lois & Clark, och Clyde Belasco i Castle. Han har också medverkat i en del musikaler, bland annat i The Music Man, i rollen som Harold Hill.
Cassidy är son till skådespelarna Jack Cassidy (1927-1976) och Shirley Jones, samt yngre halvbror/bror till skådespelarna och sångarna David (1950–2017) och Shaun Cassidy. Han är även farbror till skådespelerskan och sångerskan Katie Cassidy, samt styvson/adoptivson till skådespelaren och komikern Marty Ingels (1936–2015), som blev modern Shirleys andra make, efter det upplösta äktenskapet med fadern Jack.
Cassidy är sedan år 1994 gift med skådespelerskan Melissa Hurley. Tillsammans har makarna två söner, vid namn Cole Patrick (född 1995), och Jack Gordon Cassidy (född 1998).

## Filmografi (i urval)

### Filmer
- 1981 – Satans natt
- 1986 – Ung älskare
- 1989 – Longtime Companion
- 1990 – Hitlers dotter
- 1994 – Inget att förlora
- 1994 – Tvillingarna i trubbel
- 1997 – Älska med fienden
- 1998 – Bombdådet i Oklahoma City
- 2007 – Not Another High School Show

### TV-serier
- 1984 – Kärlek ombord (TV-serie)
- 1994 – Mord och inga visor (TV-serie)
- 1995 – Sirener (TV-serie)
- 1995 – The Nanny (TV-serie)
- 1997 – Lois & Clark (TV-serie)
- 1998 – Murphy Brown (TV-serie)
- 1999 – Kärlek ombord II (TV-serie)
- 2000 – En andra chans (TV-serie)
- 2002 – Law & Order: Special Victims Unit (TV-serie)
- 2002–2003 – Smallville (TV-serie)
- 2003 – Jims värld (TV-serie)
- 2004 – Förhäxad (TV-serie)
- 2004 – Jordan, rättsläkare (TV-serie)
- 2005 – Brottskod: Försvunnen (TV-serie)
- 2007 – CSI: Miami (TV-serie)
- 2008 – Cityakuten (TV-serie)
- 2012 – Castle (TV-serie)
- 2012 – Perception (TV-serie)
- 2012 – CSI: Crime Scene Investigation (TV-serie)
- 2014 – Major Crimes (TV-serie)
- 2015 – K.C. Hemlig agent (TV-serie)